# Dieudonné Saive
Dieudonné Joseph Saive (23 de mayo de 1888-12 de octubre de 1970) fue un diseñador belga de armas ligeras que diseñó varias armas de fuego para el fabricante de armas belga Fabrique Nationale, incluido el FN Modelo 1949 y el FN FAL (Fusil Automatique Leger o Light Automatic Rifle). También es conocido por modificar varios de los diseños de armas de fuego del estadounidense John Browning, incluida las pistolas Baby Browning y Browning Hi-Power de 1931.

## Carrera
En 1921, el ejército francés solicitó que Fabrique Nationale creara una nueva pistola semiautomática de nueve milímetros con un cargador de 15 balas. John Browning, quien fue el diseñador jefe de armas de FN, inicialmente se negó a responder a la solicitud francesa porque sintió que los cargadores estándar de una sola fila con siete u ocho balas (como las que se usaron en su modelo M1911 de Colt) eran suficientes. Saive, que entonces era asistente de Browning en FN, se puso a trabajar en el diseño de un cargador de doble fila y alta capacidad. Saive combinó su cargador experimental con un FN Modelo 1903 modificado para las pruebas. Luego, Saive proporcionó el cargador completo a Browning, quien desarrolló dos diseños de pistola de 9 mm utilizando recámaras bloqueadas y desbloqueadas. Browning and Colt's Patent Fire Arms Manufacturing Co. presentó una solicitud de patente estadounidense para la versión de la pistola con recámara bloqueada el 28 de junio de 1923. La patente se concedió el 22 de febrero de 1927, cuatro meses después de la muerte de Browning en la planta de FN en Lieja, Bélgica. Colt eligió concentrarse en la fabricación de su exitoso Modelo 1911 en lugar de cualquiera de las nuevas pistolas de 9 mm de Browning, por lo que el hijo de Browning, Val, ofreció el diseño a FN. Este diseño de pistola, modificado después de la muerte de Browning, se ofreció como FN Browning Model 1922 de 13 disparos o Grand Rendement (que significa alto rendimiento). Tras la expiración de las patentes del modelo 1911, Saive rediseñó la Grand Rendement para incorporar las mejores características de ambas pistolas en el modelo FN 1928, que todavía llevaba el nombre de Browning.
En 1928 Saive viajó a Yugoslavia para instalar el arsenal estatal en Kragujevac.
En 1929, Saive regresó a Bélgica, donde supervisó la fabricación de la versión comercial del Fusil Automático Browning. En 1930, Saive fue ascendido a diseñador jefe de armas de FN (Jefe de Servicio). Saive mejoró el mecanismo operativo de la ametralladora Browning M1919 M2 AN calibre .30 en 1932, aumentando su velocidad de disparo a 1.200 dpm. En 1938, realizó mejoras adicionales al M2 aumentando aún más su velocidad de disparo a 1.500 dpm. Durante el mismo período, Saive continuó mejorando la Grand Rendement, y en 1934 se aplicó por primera vez el término francés Grande Puissance ("Alta potencia") al diseño evolucionado que se convirtió en la pistola automática francesa GP-35 o FN Browning de alta potencia. La Hi-Power fue la primera pistola de 9 × 19 mm que utilizó un verdadero cargador de doble hilera a tresbolillo. El cargador grande permitió que el arma llevara un total de catorce cartuchos sin una empuñadura excesivamente grande o sobresaliente.
Francia se negó a adoptar el Hi-Power para sus fuerzas armadas, y en su lugar utilizó la pistola Modèle 1935. A pesar de este rechazo, el Hi-Power fue un éxito de ventas con más de 56 000 producidos en mayo de 1940, principalmente para el ejército belga. Fue utilizado ampliamente en la Segunda Guerra Mundial por muchas naciones, incluidas la Commonwealth británica y las fuerzas chinas. Las fuerzas alemanas también utilizaron más de 65 000 pistolas Hi-Power, rebautizadas como Pistole 640(b), después de que los nazis capturaran la planta de fabricación de FN en Lieja el 12 de mayo de 1940. Saive huyó de la invasión alemana y finalmente llegó a Londres a mediados de 1941. Pronto estuvo trabajando en el Departamento de Diseño de Enfield en Drill Hall en Cheshunt, Inglaterra, recreando dibujos de producción para el Hi-Power y desarrollando aún más su diseño para un fusil operado por gas llamado EXP-1, más tarde el FN Modelo 1949. En junio de 1943, los británicos modificaron los dibujos técnicos de Saive para producir el modelo británico Mk.I de la Hi-Power. En abril de 1943, China solicitó 180 000 Hi-Powers con culatas de madera hueca que también servían como fundas a través de un Plan de Ayuda Mutua con Canadá. Los chinos estaban familiarizados con la Mauser C96 «Broomhandle» que venía con una culata/funda y querían lo mismo para las Hi-Powers que solicitaron. El contrato fue con la firma canadiense Inglis que contrató a Dieudonné Saive y Rene Laloux, ambos ingenieros belgas, para trabajar en la producción. Después de la guerra, la Browning Hi-Power se adoptó como el arma estándar del servicio militar de muchos países occidentales, incluidos el Reino Unido y Australia. Las versiones ligeramente modernizadas siguen en producción hoy, más de 80 años después.

## Diseños de fusiles a gas de Saive
Saive es más conocido por su serie de diseños de fusiles de carga automática operados por gas, que usaban un cerrojo basculante para bloquear la acción. Su fusil FN-49 entró en producción y luego se convirtió en el exitoso fusil de combate de fuego selectivo FN FAL.